# Outback Steakhouse
Outback Steakhouse est une chaîne de restaurants à viande de franchise américaine créée en février 1988 par Bob Basham, Trudy Cooper, Chris Sullivan et Tim Gannon. Le décor ainsi que l'ambiance des restaurants s'inspirent de l'Outback australien. Le premier restaurant fut créé à Tampa, en Floride avec la société OSI Restaurant Partners, LLC. Aujourd'hui, la chaîne de restaurants est implantée dans 21 pays, principalement en Amérique du Nord et du Sud, Australie et en Asie.

## Expansion vers d'autres domaines
- Outback Steakhouse Pro-Am tournoi de golf Champions Tour sponsorisé par le restaurant.
- Sponsor aussi le Tennis et la NFL comme le joueur John Madden.

## Humanitaire
- Après les attaques du 11 septembre 2001, les restaurants Outback Steakhouse sont les premiers à servir des repas aux secouristes[1].
- Durant les Operation Enduring Freedom, ils soutiennent les soldats américains et la coalition en Irak et en Afghanistan[2].

## Controverse

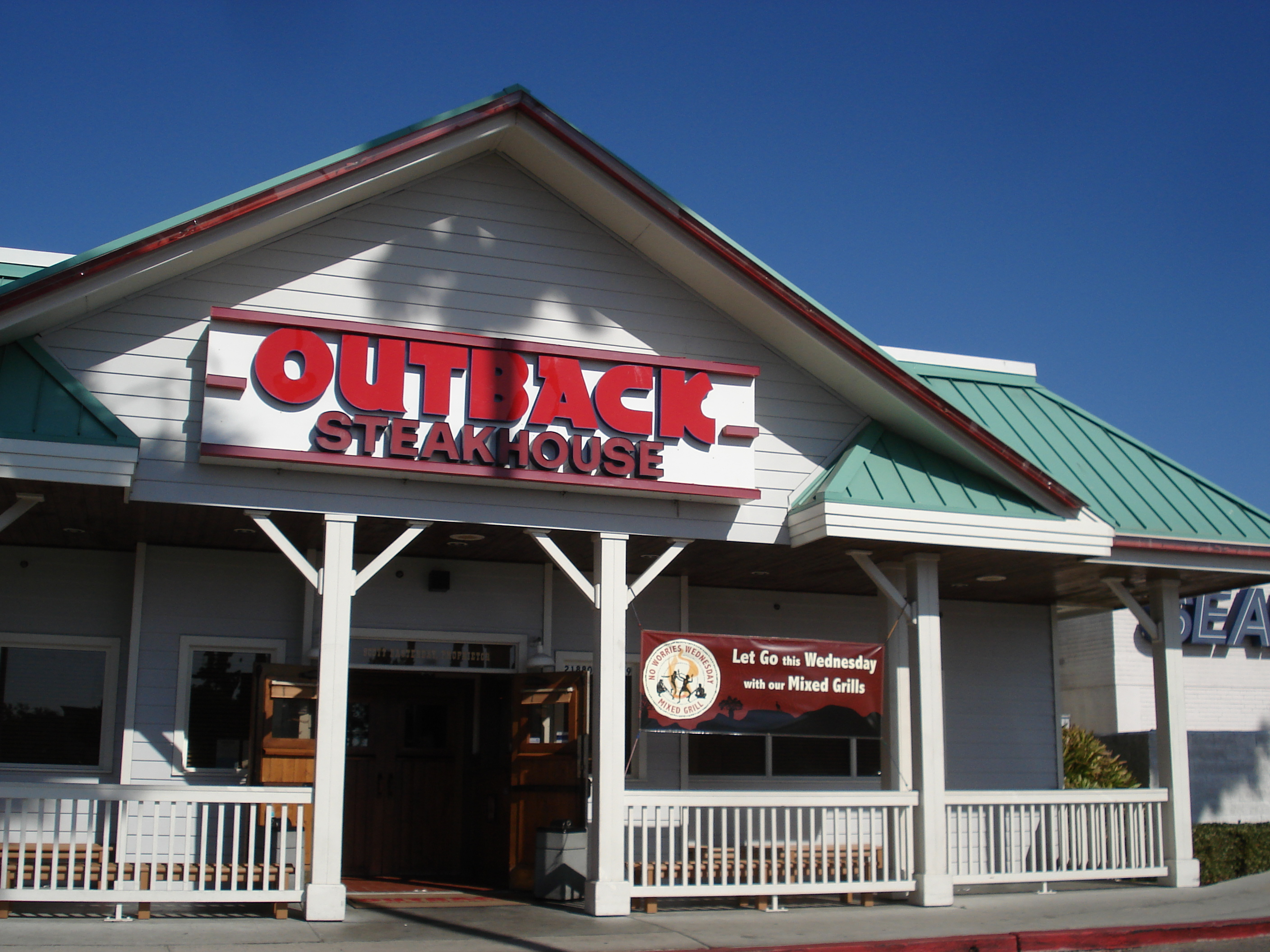
Restaurant Outback à Del Amo Fashion Center à Torrance (Californie).

- En 2008 le magazine Men's Health classe Outback Steakhouse 1er parmi les vingt plats les plus mauvais pour la santé servis aux États-Unis. Le plat Outback Steakhouse Aussie Cheese Fries with Ranch Dressing  contient 2,900 calories, 182 grammes de gras et 240 g de glucide[3].